# Sofía Toro
Sofía Toro Prieto-Puga (La Coruña, 19 de agosto de 1990) é uma velejadora espanhola, campeã olímpica. 

## Carreira
Sofía Toro é campeã olímpica nos jogos de Londres 2012, com a medalha de ouro na classe Elliott 6m.